# Альфонсо IX
Альфонсо IX (ісп. Alfonso IX; 15 серпня 1171 — 24 вересня 1230) — король Леону і Галісії у 1188—1230 роках. Син леонського короля Фернандо II та Урраки Португальської, доньки португальського короля Афонсу I. Помер у Саррії, Галісія, на шляху святого Якова.

## Біографія

### Війни проти Португалії та Кастилії
Походив з Бургундської династії. Син Фернандо II, короля Леону і Галісії, та Урраки Португальської. Здобув класичну освіту для інфанта, в основі якої була військова справа. З дитинства цікавився літературою та наукою.
У 1188 році, після смерті батька, успадкував трон, подолавши опір мачухи Урраки де Аро, яка намагалася посадити на трон свого сина. За підтримки грандів та єпископів Альфонсо IX подолав цю перепону. Втім стикнувся з амбіціями свого двоюрідного брата Альфонсо VIII, який вимагав від Альфонсо IX визнати свою зверхність в обмін на визнання того королем Леону і Галісії, що й сталося у м. Карріон (тут відбулася церемонія інвеститури Альфонсо IX). Водночас король Альфонс IX стикнувся зі складною фінансовою ситуацією, для поліпшення вирішив збільшити податки на селян, ремісників та інших містян. Це викликало декілька повстань. Для вирішення складної ситуації король Леону скликав кортеси Леону, Галісії, Астурії та Естремадури. Після цього прийнято закони щодо сприяння виноробній промисловості, деревообробці, садівництву, рибальству, скотарству, які сприяли піднесенню сільського господарства. В подальшому Альфонсо IX впроваджував політику з обмеження впливу знаті.
Невдовзі після цього Альфонсо IX зазнав нападу з боку Кастилії та Португалії, які захопили прикордонні землі. Для вирішення загрози король уклав мир з Саншу I. У 1191 році він одружився з португальською інфантою Терезою, але незабаром папа римський Целестин III розлучив їх (відправивши для виконання завдання кардинала Григорія), оскільки вони були близькими родичами. Незважаючи на це, Альфонс продовжував жити з Терезою як з дружиною, поки вона йому не набридла, у 1195 році відправив її на батьківщину. ще у 1191 році Альфонсо IX вступив до Ліги Уески разом з Арагоном, Наваррою та Португалією, яка була спрямовано проти зазіхань Кастилії й забезпечення миру між християнськими державами Піренейського півострова.
Намагався створити альтернативну потугу задля протидії Кастилії. Для цього 1191 року уклав союз з Альмогадським халіфатом. Того ж року король Португалії, користуючись відлучення леонського короля від церкви, захопив галісійські міста Туй і Понтеведра. При цьому до Леону вдерся Альфонсо VIII, який пограбував міста Асторга, Бенавенте та Леон. Для захисту Альфонсо IX підтвердив союз з Альмогадами, від яких отримав військо і гроші. В цій ситуації було укладено мирну угоду в м. Тордеумос, за яким Альфонсо VIII зобов'язувався повернути Альфонсо IX захоплені землі, натомість останній погоджувався на шлюб з Беренгарією Кастильською.
Проте конфлікт між Леоном та Кастилією жеврів. У 1195 році війська Леоні на чолі із Альфонсо IX та маврів на чолі із Абу-Юсуф Якуб аль-Мансуром у битві при Аларкосі завдали рішучої поразки кастильським військам Альфонсо VIII.
У 1197 році він одружився з двоюрідною небогою, кастильською принцесою Беренгарією, за що папа римський Целестин III у 1198 році наклав інтердикт на Леон. Через деякий час понтифік змінив гнів на милість і скасував покарання, відлучивши від церкви одного лише Альфонсо IX, але той не сильно був засмучений цим, оскільки користувався підтримкою місцевого духівництво. У 1204 році легат Папи Римського запобіг нападу короля Леону і Галісії на Кастилію.
Того ж року Альфонсо IX все ж розійшовся з Беренгарією, та повернулася до Кастилії, забравши із собою спільних дітей. Тоді Альфонсо IX вирішив зробити спадкоємицями доньок від першого шлюбу (його єдиний син від Терези Португальської помер молодим) і домовився про шлюб Санчи з французьким аристократом Жаном де Брієнном. Проте Беренгарія зуміла завадити укладанню цього шлюбу, посватав за Брієнна свою доньку. Водночас король більше не одружився, маючи чисельних коханок.

### Боротьба з маврами

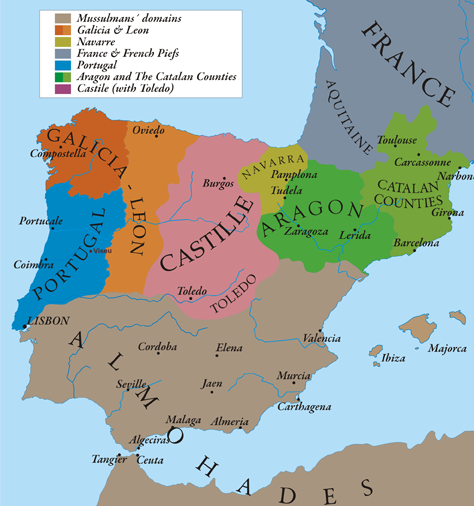
Мапа Піренейського півострова у 1210 році.

У 1207 і 1209 роках під впливом папи римського Інокентія III було укладено мирні угоди з Кастилією. Проте не було вирішено питання повернення Леону захоплених земель. Тому Альфонсо IX не брав участь у поході проти мусульман, але дозволив леонській та галісійській знаті приєднатися до об'єднаного війська християн. Останні 1212 року здобули перемогу в битві при Лас-Навас-де-Толосі, де Альмогади зазнали нищівної поразки. Того ж року в Коїмбрі було укладено мирний договір між Кастилією, Леоном і Португалією, яким регулювалися територіальні суперечки. У 1208 році заснував місто Ла-Корунья, також надав привілеї різним містам Галісії, Астурії і Леону. У 1215 році видав закон, яким полегшував становище кріпаків та надавав умови для власного викупу.
Альфонсо IX намагався силою захопити Кастилію, але у 1217 році зазнав поразки у битві під Бургосом. 26 серпня 1218 року він уклав союз з власним сином від Беренгарії Фенандо проти маврів. Водночас зорганізував навчальний заклад в Саламанці, який згодом перетворився на відомий університет. Того ж року Альфонсо IX разом з Орденами Калатрави і Алькантара виступив на завоювання міста Касерес, проте не зумів захопити його.
У 1219 році вступив у прикордонний конфлікт з Португалією, якій леонські війська завдали поразок у битвах при Бразі і Гімарайнші. Після цих перемог проти португальців, Альфонсо IX вдерся до мусульманських земель, під Севілью, де він переміг мусульман і захопив велику здобич.
У 1221 році лицарям ордену Алькантара вдалося зайняти місто Валенсія-де-Алькантара, що стало важливою базою для подальшого наступу Альфонсо IX на маврів. У 1222, 1223, 1225, 1226 роках намагався захопити місто Касерес, але марно. У 1226 році було здійснено невдалу спробу захоплення Бадахосу. У 1229 році нарешті вдалося завоювати місто Касерес. У 1230 році леонці на чолі із Альфонсо IX завдано поразки мусульманам на чолі ібн-Ґудом неподалік від Мериди. Після цього були зайняті міста Монтанхес, Мериду, Бадахос і Елвас.
Після цієї кампанії, Альфонсо IX відправився до Сантьяго-де-Компостела на прощу. Під час подорожі серйозно захворів в Вільянуева-де-Саррія і помер 24 вересня 1230 року. Поховано у соборі Сантьяго-де-Компостела. Після смерті Альфонсо IX його колишня дружина Беренгарія зробила все можливе, щоб корону Леона отримав її син Фернандо, тим самим остаточно об'єднав два королівства.

## Сім'я

### Дружини
- Тереза Португальська (4 жовтня 1176[5][6] — 18 червня 1250[7]) — португальська інфанта. Представниця португальського Бургундського дому. Народилася в Коїмбрі, Португалія. Старша донька португальського короля Саншу І й арагонської інфанти Дульси. Сеньйора замку і поселення Монтемор-у-Велю (з 1211). Вийшла заміж за Альфонсо в 1191 році. Після визнання Церквою шлюбу недійсним в 1195 році, мешкала в бенедиктинському Лорванському монастирі, який перетворила на жіночу цистеріанську обитель. У 1211—1216 роках разом із сестрами Санчею та Матильдою безуспішно воювала проти свого брата і португальського короля Афонсу ІІ. 1223 року повернула собі частину доходів за правління Саншу ІІ. 1230 року сприяла сходженню на леонський трон Фердинанда ІІІ. Прийняла чернечі обітниці в 1230. Решту життя провела у Лорванському монастирі, де й була похована. Беатифікована 1705 року римським папою Климентом XI. День вшанування — 17 червня.
- Беренгарія (королева Кастилії) (1 червня 1180 — 6 листопада 1246) — королева Кастилії. Дочка Альфонсо VIII (короля Кастилії) та його дружини Елеонори Плантагенет. Вийшла заміж за Альфонсо в 1197 році. Доводилась Альфонсо двоюрідною племінницею[к 1], що стало причиною анулювання їх шлюбу папою Інокетієм III в 1204 році. Після розлучення повернулась до батьків, де присвятила себе вихованню дітей. Була регентом Кастилії в період правління свого малолітнього брата Генріха I з 1214 по 1217 рік. Після смерті брата 6 червня 1217 року, стала королевою Кастилії. Щоб уникнути можливих претензій Альфонсо на трон Кастилії, передала трон своєму синові Фердинанду 2 липня. Після зречення була радником свого сина. Після смерті Альфонсо подбала про те щоб трон Леону та Галісії перейшов Фердинанду, оскільки за заповітом королівства мали успадкувати дочки Альфонсо від першого шлюбу. До самої смерті керувала королівствами Кастилія, Леон і Галісія в період коли її син проводив реконкісту.

### Діти
- Від першої дружини:

1. Санча (бл. 1192 — до 1243) — після розлучення батьків, залишилась при дворі Альфонсо, в той час як її брат та сестра переїхали з матір'ю в Португалію. Після сходження на трон Кастилії молодшого єдинокровного брата Санчі, Фердинанда, Альфонсо оголосив Санчу та її молодшу сестру, Альдонсу, спадкоємицями своїх земель. Була заручена з Іоанном Брієном. Після сметрі батька в 1230 році могла претендувати на трон, проте в результаті переговорів між її матір'ю і другою дружиною батька королевою не стала, натомість отримала хороший спадок і пішла в монастир. Після смерті канонізована.
2. Фердинанд (бл. 1193 — серпень 1214) — спадкоємець Леону та Галісії. Одруженим не був, дітей не залишив.
3. Альдонса (бл. 1194–1248) — після розлучення батьків переїхала разом з братом і матір'ю в Португалію. Разом із сестрою була спадкоємицею свого батька. Все життя прожила з матір'ю. Одруженою не була, дітей не залишила.

- Від другої дружини:

1. Елеонора[es] (1198 — 12 листопада 1202) — померла в дитинстві. Була похована в Пантеоні королів Сан-Ісідоро-де-Леон. Під час війни за незалежність, пантеон був переобладнаний у стайню, а поховані там трупи французькі солдати витягували з могил і складали в кут. Пізніше Колегіальна церква первезла саркофаги до церкви Санта-Марина-де-Леон[8]. Під час дослідження могил пантеону Сан-Ісідоро-де-Леон, проведеного в 1997 році. Було встановлено, що рештки інфанти Елеонори Леонської були нетлінними, подібний випадок встановлений з рештками інфанти Санчі Раймундес, дочки Раймунда I (графа Галісії) та його дружини Урраки I (королеви Леону та Кастилії)[9].
2. Констанція[es] (1 травня 1200 — 7 вересня 1242) — черниця монастиря Лас-Уельгас. Похована там же. Під час дослідження монастиря, проведеного в середині XX століття, дослідники, вивчаючи рештки інфанти, знайшли волосся, одяг та взуття в майже непошкодженому вигляді[10].
3. Фердинанд (24 червня 1201 — 30 травня 1252) — король Кастилії, Леону та Галісії. Остаточно об'єднав успадковані королівства. Під час свого правління активно проводив реконкісту, завоював майже всі мусульманські держави на півдні Піренейського півострова, приєднавши їх до свої земель. В 1671 році був канонізований Римо-католицькою церквою. День вшанування пам'яті 30 травня[11].
4. Альфонсо (1202 — 6 січня 1272) — народився неподалік міста Леон. Сеньйор-співправитель Моліни. Тричі був одруженим, залишив численне потомство.
5. Беренгарія (1204 — 12 квітня 1237) — дружина Іоанна Брієна, регента Латинської імперії.

#### Бастарди
- Від Агнеси Інігес Мендоса:

1. Уррака (бл. 1197–1244/58)

- Від Стефанії Перес Файям:

1. Фердинанд (1211 — ?) — помер в молодості.

- Від саламанітки по імені Маура:

1. Фердинанд (1215/18 — 1285)

- Від Альдонси Мартінес Сільва:

1. Родріго (бл. 1215 — бл. 1268)
2. Альдонса (бл. 1215–1266)
3. Тереза (бл.1216 — ?)

- Від Терези Гіль Совероса:

1. Санча (бл. 1219 — 25 липня 1270)
2. Марія (бл. 1220 — після липня 1275)
3. Мартін (бл. 1220–1268/72)
4. Уррака (бл. 1228 — після 1288)